# Skratthärfåglar
Skratthärfåglar (Phoeniculidae) är en liten afrikansk familj inom ordningen härfåglar och näshornsfåglar. De är stannfåglar som förekommer söder om Sahara. Fossila fynd av familjen har dock gjorts över ett mycket större område, bland annat från miocen i Tyskland.

## Utseende
Skratthärfåglarna är en morfologiskt distinkt grupp, som inte gärna kan förväxlas med några andra fåglar. De är medelstora fåglar, som mäter 23-46 cm, varav mycket utgörs av den långa stjärten. Deras fjäderdräkt är metalliskt glänsande, ofta blå, grön eller lila och den saknar huvudtofs. Könen är hos alla arter lika till utseendet förutom hos skogssabelnäbb (Rhinopomastus castaneiceps). Arternas näbbar är antingen röda eller svarta, men unga rödnäbbade arter har först svarta näbbar som blir rödare med åldern. Benen är scharlakansröda eller svarta, och de är korta med kraftfull tars. Stjärtfjädrarna är tydligt olika långa där de centrala fjädrarna är längst, och precis som vingpennorna har de iögonfallande vita markeringar.

## Ekologi
Skratthärfåglarna förekommer i öppen skogsmark, på savann eller i taggbuskmarker, och är framförallt trädlevande. De kräver stora träd både för födosök och för trädhålor, vari de häckar och övernattar. Två arter förekommer enbart i regnskog, skogssabelnäbb och vithuvad skratthärfågel (Phoeniculus bollei).
De lever av leddjur, speciellt insekter, som de födosöker efter med sin långa näbb i ruttet trä eller i springor i barken. De häckar i trädhålor som de inte fodrar och de lägger två till fyra ägg som är blå eller olivgröna.
De klättrar uppför trädstammar likt hackspettar och när de födosöker på marken hoppar de fram till skillnad från härfåglarna som går.

## Systematik
Skratthärfåglarna är närmast besläktade med härfåglarna. Ett nära släktskap mellan dessa båda taxa stöds ytterligare av att deras stigbygel har en unik utformning. De liknar även till utseendet härfåglarna med sin långa nedåtböjda näbb och korta rundade vingar. DNA-studier indikerar att familjens två släkten Phoeniculus och Rhinopomastus skiljdes åt för ungefär 10 miljoner år sedan, varför vissa behandlar dem som separata underfamiljer, eller till och med som två familjer.
Familj Phoeniculidae
- Släkte Rhinopomastus
  - Skogssabelnäbb (Rhinipomastus castaneiceps)
  - Svart sabelnäbb (Rhinopomastus aterrimus)
  - Större sabelnäbb (Rhinopomastus cyanomelas)
  - Orangenäbbad sabelnäbb (Rhinopomastus minor)
- Släkte Phoeniculus
  - Grön skratthärfågel (Phoeniculus purpureus)
  - Violett skratthärfågel (Phoeniculus damarensis)
  - Svartnäbbad skratthärfågel (Phoeniculus somaliensis)
  - Vithuvad skratthärfågel (Phoeniculus bollei)